# Меха

Меха Євангеліон з аніме-серіалу Neon Genesis Evangelion

Ме́ха, мех (англ. mecha, mechs, mech) — літературний, відеоігровий і кінематографічний піджанр наукової фантастики, в якому широко поширені транспортні чи бойові засоби («мехи»), що зазвичай контролюються пілотом; у вужчому сенсі — пілотовані людиноподібні механізми. Мехи зокрема часто з'являються в аніме. Хоча піджанр використовує науково-фантастичні ідеї, йому властиве ігнорування наукової точності та нерідко значна увага до психологічних аспектів життя персонажів.

## Історія

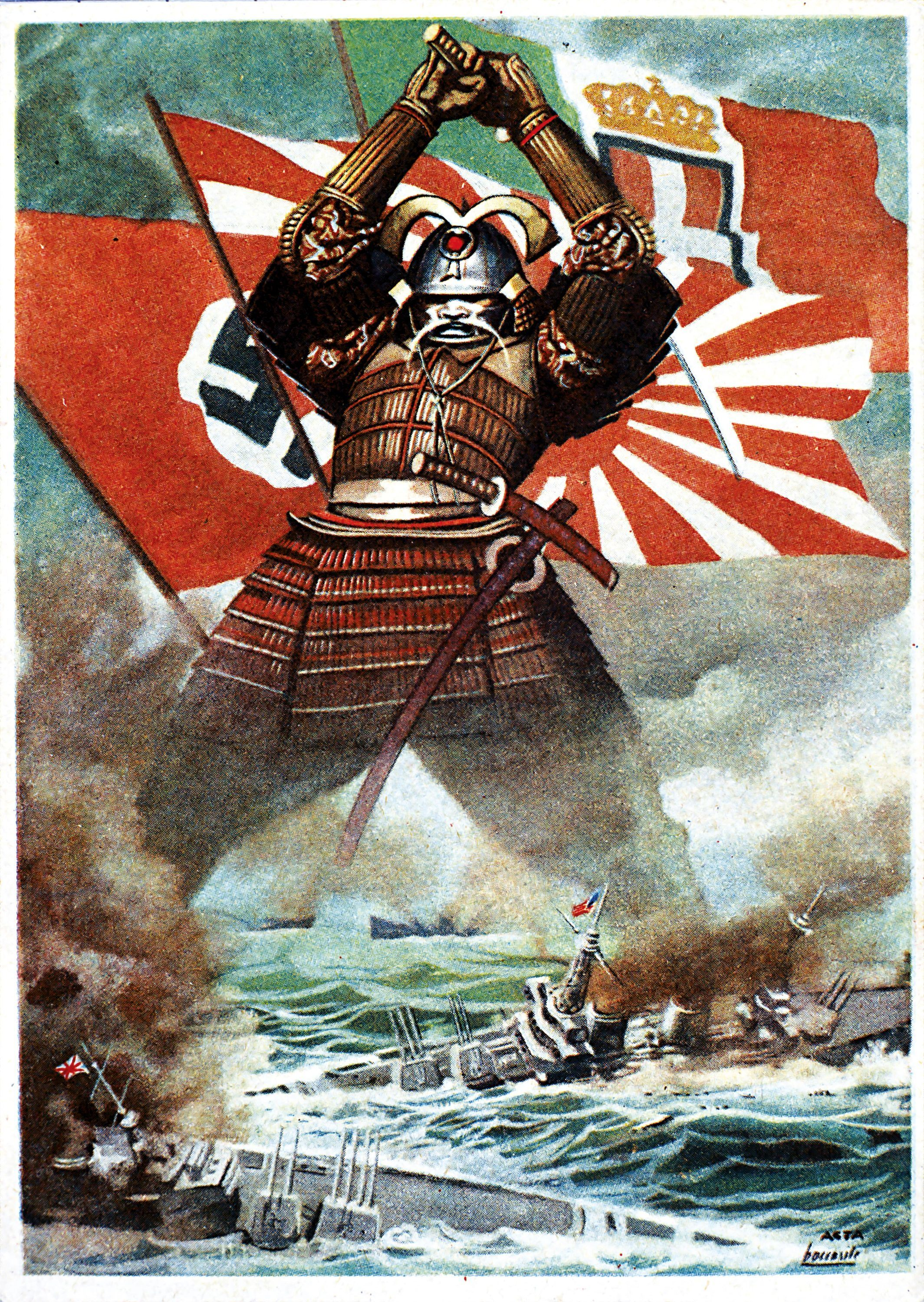
Японський плакат близько 1941 року. Самурай-велетень символізує спільну міць Німеччини, Японії та Італії

### Витоки жанру
Вважається, що мехи вперше з'явились в романі Герберта Веллса «Війна світів» в 1898 році, де марсіани використовували великі триногі механізми. Але ще в 1879 в романі Жуля Верна «Паровий будинок» описано крокуючого механічного слона, керованого зсередини екіпажем.
Оформлення жанру меха в японській фантастиці пов'язане з місцевим мілітаризмом і пропагандистським зображення часів II Світової війни, що символізували військову могутність Японії. Найпершим прикладом японського твору про фантастичний пілотований механізм є манґа «Електричний восьминіг» (デンキダコ, 1941). В ній розповідалося про хлопчика, який керує машиною у формі восьминога. В 1943 вийшла манґа «Воїн науки з’являється в Нью-Йорку» (科学戦士ニューヨークに出現す), де велетенський робот спустошує Нью-Йорк.
Після поразки Японії. Манґа «Андроїд на атомній енергії» (原子力 人ぞ人間, 1948) стала одним із найперших прикладів дослідження теми ядерної зброї в японській художній літературі. Після розпуску окупаційного уряду в 1952 Японія продовжувала своє економічне відновлення. До 1960-х років країна вступила в період великого економічного процвітання, її поп-культура зросла, оскільки телебачення стало помітною частиною суспільства, а послаблення цензури дозволило вільніше звертатися до історії. Першим зразком меха-аніме є «Tetsujin 28-go» (1963), створеного на основі однойменної манґи.
Манґа Mazinger Z (1972) слугує першим прикладом твору про повноцінних мехів — пілотованих зсередини машин людських пропорцій.

### Походження слова
Слово «меха» — транслітерація англійського «mecha», що в свою чергу є скороченням від «mechanical». В японській мові слово «mecha» (メカ) означає всі механічні пристрої, тому для означення великих людиноподібних роботів використовується термін «robots» (ロボット). Проте передусім назва вживається щодо творів, де суттєвими елементами є людиноподібні пілотовані механізми. Хоча на формування жанру сильно вплинули попередні науково-фантастичні ідеї, меха зрідка буває і фентезійним. Часто науково-фантастичні концепції поєднуються з доволі вільними авторськими припущеннями, які пояснюють нереалістичні спроможності мехів. Наприклад, у творі описуються вигадані джерела енергії мехів.
Вперше слово «меха» (англ. mecha) в англійській мові з'явилося в 1986 році при перекладі японського аніме-серіалу Robotech.
Термін «mech» вперше з'явився після появи BattleMechs. Відтоді «mech» означає бойові машини з західних коміксів та фільмів на противагу «mecha» з японського аніме.

## Характерні риси жанру

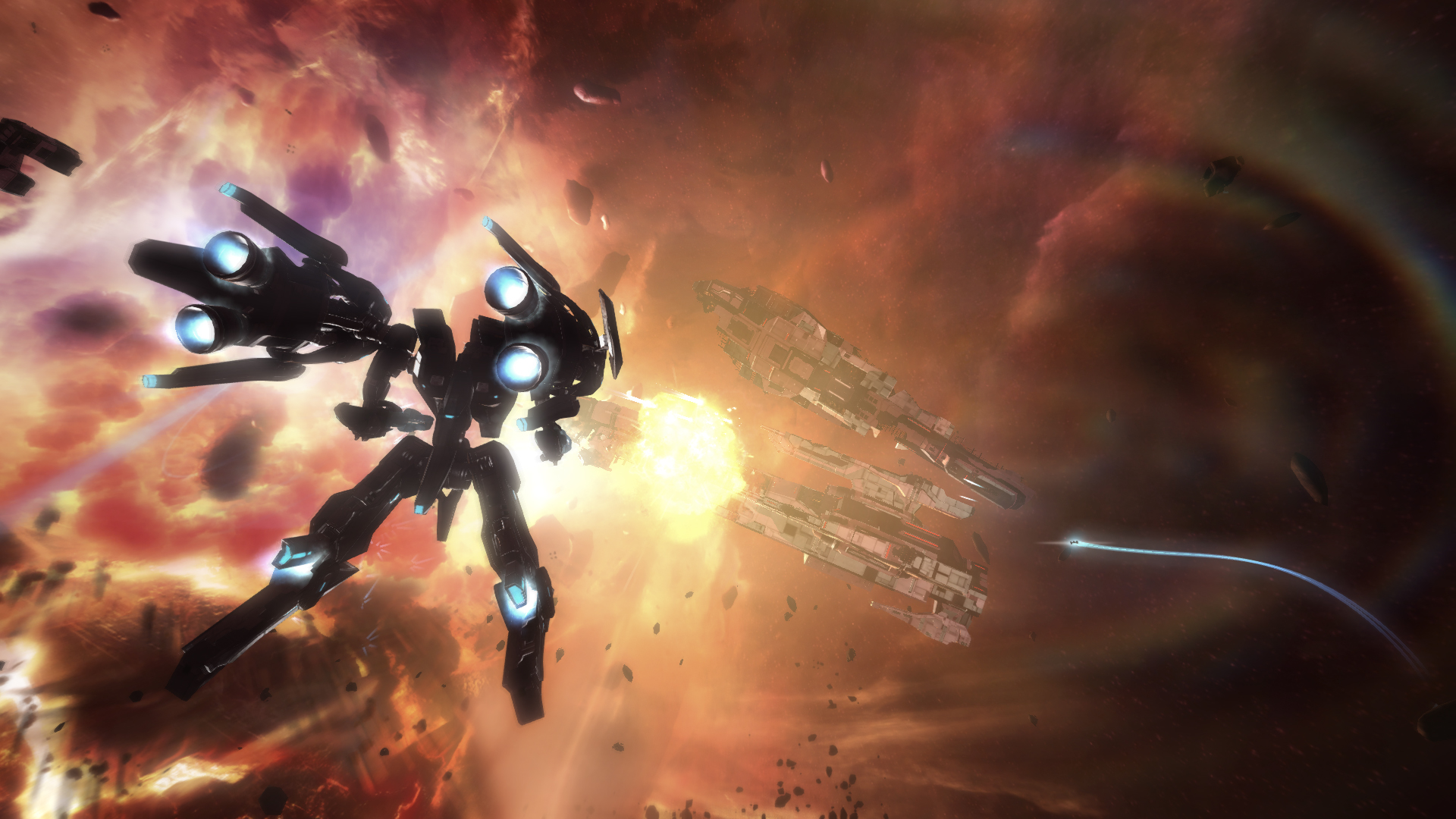
Мех у відеогрі Strike Suit Zero

Зазвичай мехи — це так звані «гігантські роботи» — величезні людиноподібні машини, пілотовані людиною, яка перебуває всередині. Пропорції меха часто наближені до людських, а рухи, попри розміри та масу, швидкі й точні. Ступінь антропоморфізму мехів варіюється від «реалістичних роботів», які хоча б зовні технічно раціональної конструкції, до «суперроботів», які можуть володіти крилами, мечами, хвостами та іншими нераціональними, але видовищними деталями. Керування типово доволі просте та здійснюється невеликим набором елементів (кнопки, джойстики) або системою, що повторює рухи пілота. Джерело енергії меха часто містичне, а також ігноруються потреби в обслуговуванні: поповнення боєзапасу, ремонт. Великі розміри «суперроботів» здебільшого ігнорують закон квадрата-куба, і «роботи» не зустрічають проблем з тиском ніг на ґрунт, інерцією тощо. Щоб пояснити можливості меха, автори часто приписують їм походження від інопланетян або стародавніх технологічних цивілізацій.
Як правило, основним бойовим завданням таких роботів є бій з аналогічними механізмами або гігантськими істотами інопланетного чи іншого ворожого походження, з якими, з якої-небудь причини (особливе поле, дуже висока швидкість пересування та маневреність) не можуть впоратися звичайними способами. Рідше їх показують як один з видів бойової техніки, призначеної для звичайної війни та протидії традиційним бойовим машинам (наприклад, в аніме «Gasaraki» мехи — високоманеврена бойова техніка для бою в міських умовах проти піхоти і бронемашин противника).

## Меха в аніме

Меха RX-78-2 з аніме-серіалу Gundam

Меха став популярним жанром у Японії після закінчення Другої світової війни, коли країна вступила в швидке економічне та технологічне зростання.
Перелік меха-аніме за його історію доволі великий і включає такі серіали, як Gurren Lagann, Neon Genesis Evangelion, Mobile Suit Gundam, Code Geass: Lelouch Of The Rebellion, 86: Eighty-Six, Eureka Seven, Macross, Armored Trooper Votoms, Full Metal Panic!, Broken Blade, Gunbuster, Patlabor: The Mobile Police та інші.
Жанр бере свій початок з манґи Міцутеру Йокоями Tetsujin 28-go (1956), яка була анімована в 1963 році, а також випущена за кордоном під назвою Gigantor). Його первенство є спірним, тому що робот був дистанційно керований. Незабаром після цього жанр багато в чому визначився у своїх межах завдяки автору Го Нагаї, який зробив його фантастичнішим. Його найвідоміше творіння — Mazinger Z — було не тільки першим успішним суперроботом в аніме, але і піонером цього жанру. Нагаї був також першовідкривачем в іграшках литого металу, наприклад, в таких як серія Chogokin в Японії і Shogun Warriors у США, які були (і залишаються) дуже популярними серед дітей та колекціонерів. Getter Robo, зі свого боку, був першим прикладом комбінованого меха, де кілька менших мехів складають у більшого. Цей мотив став копіювалися послідовниками і агресивно наслідувався подібними серіалами.
Меха досяг піку своєї популярності в Японії в 1970-х і 1980-х роках, починаючи з фільму Go Nagai Mazinger Z у 1972 році. Характерним став сюжет за форматом «чудовиська тижня», де для кожного епізоду аніме з'являвся свій ворог, якого долали головні герої. Тема мехів також здобула популярність у серіалах жанру токусацу, як «Супер Сентай». Поява Gundam у 1979 році запровадила реалістичніших мехів, і увага менше приділялася машинам, а більше пілотам, розвивалися теми політики, війни та геноциду. Персонажі стали морально неоднозначними, що наслідували інші аніме. «Macross», також відомий як «Robotech», був піонером у жанрі меха протягом 1980-х, поєднуючи драму з масштабною оповіддю космічної опери, де співачка об'єднує людство під час конфлікту. В Mobile Police Patlabor режисер Мамору Ошії поєднав меха з комедією про поліцейських, які використовують фантастичні механізми для підтримки порядку.
В 1995 році на японському телебаченні з'явився аніме-серіал, який, можливо, є найнеординарнішим за всю історію аніме — Neon Genesis Evangelion. Аніме та манґа оповідають про боротьбу організації «Nerv» з таємничими створіннями — «Ангелами», які з невідомих причин нападають на людство. З метою захисту від вторгнення Ангелів використовуються біороботи «Євангеліони», керувати якими можуть тільки деякі 14-річні підлітки, народжені після першої появи Ангелів. Neon Genesis Evangelion активно звертається до містичної, релігійної символіки та психоаналізу, досліджує теми самотності, ідентичності, відповідальності, ескапізму.
У 2002 році був екранізований цикл фантастичних «лайт-новел» Шьоджі Ґато, що містять елементи мехи й комедії — Full Metal Panic!. Світ FMP! є альтернативною реальністю і помітно відрізняється від нашої — в ньому продовжує існувати СРСР — мілітаризована соціалістична імперія, на чолі з компартією, а КДБ активно працює проти інших держав. Існує велика кількість терористичних угрупувань, що полюють за військовими технологіями і зброєю масового ураження. Технології, використані в новітніх військових розробках (так звані «чорні технології»), отримані людством від небагатьох «обраних», в чиїй пам'яті вони присутні від народження. Самі обрані, як правило, не підозрюють про те, що вони носять в собі. За обраними йде полювання — їх намагаються захопити терористи і КДБ.
Code Geass запропонував складний політичний трилер, де поєдналися бойові механізми зі складною стратегією. Eureka Seven зображає унікальний погляд на мехів, натхненними серфінгом, а Gurren Lagann став почасти пародією на жанр, почасти його розвитком. Aldnoah.Zero заглиблюється в напругу між Землею та Марсом, а «Лицарі Сідонії» досліджує виживання в космосі проти інопланетної загрози. Darling in the Franxx поєднує меха з романтикою та дослідженням особистості, демонструючи адаптивність жанру. Меха-аніме вплинуло на тематику таких західних анімаційних серіалів, як «Симбіонічний титан» (2010).

## Меха в іграх

Меха PAC T39 Bogatyr з відеогри Battlefield 2142

Під впливом анімаційного жанру меха з'явився жанр відеоігор — меха-симулятори. Найбільш впливовими прикладами таких є Strike Suit Zero, MechCommander, Iron Brigade, Brigador, MechWarrior, Titanfall та їх продовження. Мехи активно фігурують в таких загальновизнаних іграх, як BattleTech, Zone of the Enders, Shogo: Mobile Armor Division, One Must Fall: 2097, MissionForce: CyberStorm, Earthsiege, Terra Nova: Strike Force Centauri, Armored Core.
Бої на мехах є важливою складовою деяких рольових відеоігор: Xenogears, Xenosaga та її продовжень, Final Fantasy VI. Як різновид військової техніки, вони наявні в шутерах на кшталт Battlefield 2142, деяких стратегіях, таких як Total Annihilation (1997) і її ідейних послідовницях Metal Fatigue (2000), Supreme Commander (2007), Zero-K (2010), Planetary Annihilation (2014), Beyond All Reason (2019), а також Iron Harvest (2020), натхненній Company of Heroes.

## Меха в кіно

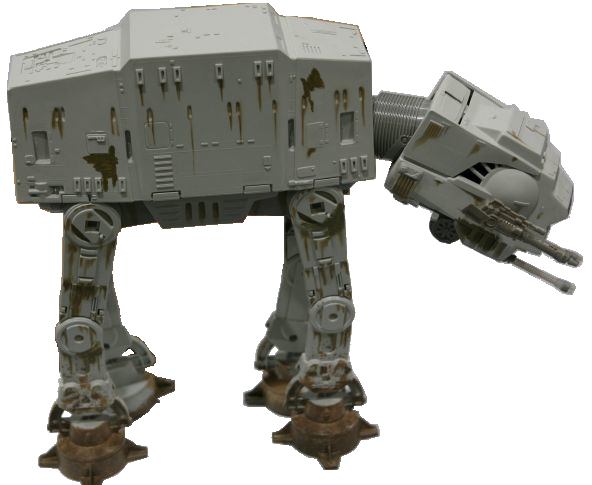
Модель AT-AT

Найяскравішим прикладом мехів у західному кіно є крокуючі чотириногі бойові машини AT-AT із Зоряних Війн (1977-). Їхнє походження було незалежне від Японії, творці фільму надихалися концептами крокуючих машин General Electric 1960-х років, триногами марсіан з «Війни світів» і малюнками Сіда Міда для US Steel. Інший відомий приклад із тієї ж франшизи — двоногий AT-ST, але в побічних творах фігурують і інші «ходуни» (англ. walker).
Популярність жанру меха на Заході припала на 1990-і й була зумовлена спершу іграшками. Серії іграшок Diaclone і Microman японської компанії Takara Tomy зображали роботів, які можуть перетворюватися на інші об'єкти, такі як касетний програвач або автомобіль. Їхня продукція привернула увагу американської компанії іграшок Hasbro, яка в 1984 році започаткувала серію «Трансформери» (The Transformers), на основі якої створено однойменний мультсеріал. Його герої були не пілотованими механізмами, а цілком самостійними роботами. «Вольтрон: Легенда починається» — американський мультсеріал, випущений у 1984 році, був ребрендингом кількох японських меха-аніме. У популярному серіалі «Могутні рейнджери», початому в 1993, живі актори керували мехами «зордами», що для бою з велетенськими чудовиськами комбінувалися в людиноподібного «мегазорда».
Епізодичні появи мехів відбувалися в фільмі «Матриця: Революція» (2003), де мехами обороняються жителі останнього людського міста Зіон. У фільмі «Зоряний десант 3: Мародер» (2008) наприкінці з'являються мехи на кшталт бойових костюмів із літературного першоджерела. Джеймс Кемерон у «Аватар» (2009) зобразив невеликих мехів AMPS, яких люди використовували як знаряддя війни проти інопланетних аборигенів.
У західному кінематографі тема мехів як сюжетотоворчих елементів поширена мало. Серед нечисленних прикладів повнометражних фільмів на тему велетенських людиноподібних пілотованих машин «Робот Джокс» (1990), «Тихоокеанський рубіж» (2013) і «Тихоокеанський рубіж: Повстання» (2018), «Могутні рейнджери» (2017).

## Можливості реалізації

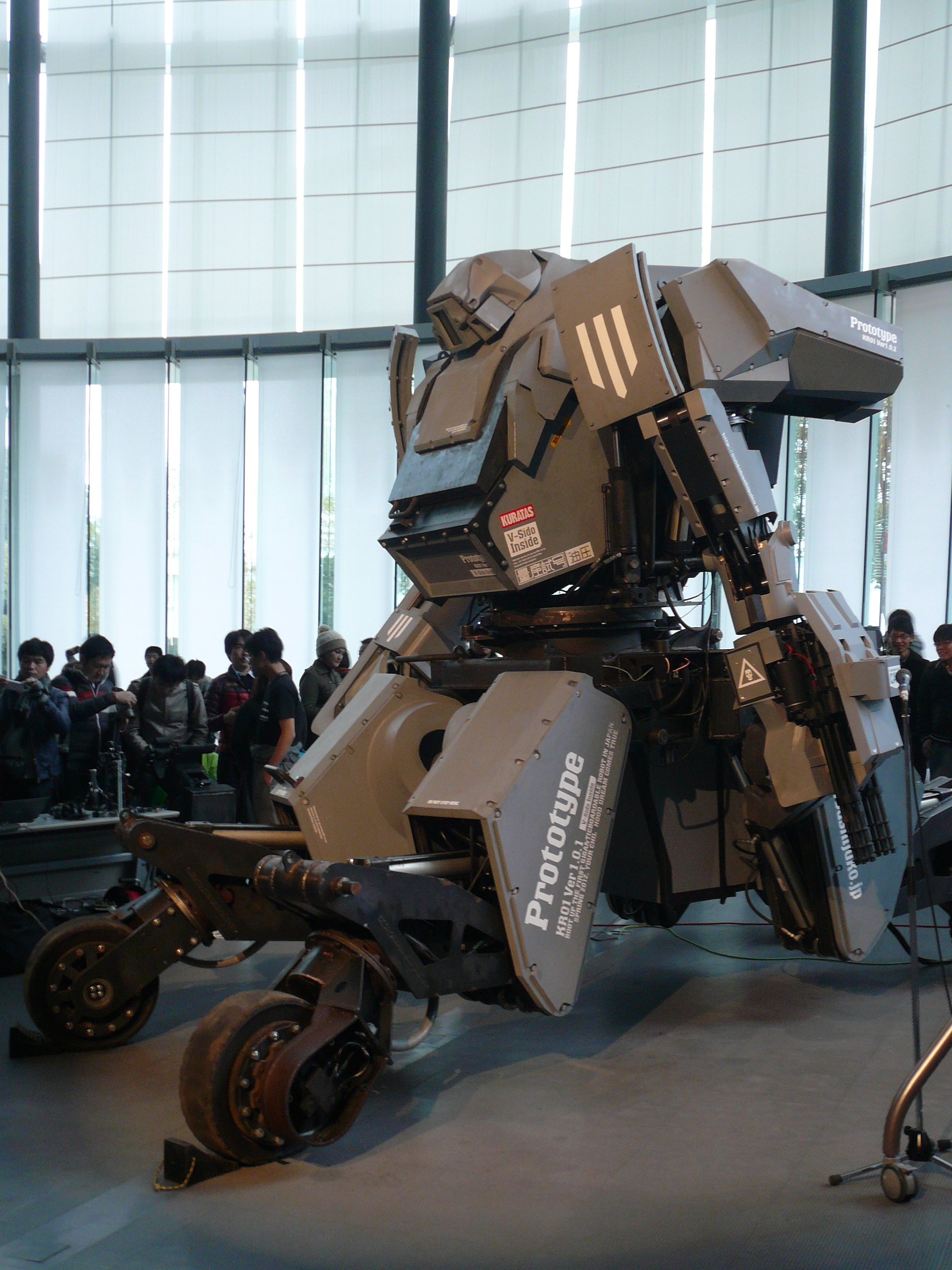
Kuratas

Сучасні технології дозволяють створити пілотовані людиноподібні машини, але їхня ефективність поступається зображеній у фантастиці. Критики концепції мехів зазначають, що в реальних обставинах танк або гелікоптер буде ефективнішим за співрозмірного меха. Людиноподібний робот надто помітний і вразливий через свій зріст, а також надто нестійкий через вагу та високо розміщений центр мас. Він також справлятиме великий тиск на поверхню, що зменшує прохідність по ґрунту.
Однак, невеликі мехи на кшталт показаних у фільмі «Аватар», можуть забезпечити прийнятний баланс між мобільністю, вогневою міццю та захищеністю.
У 2004 році компанією Sakakibara Kikai Co. у Тмсуку, Японія, створено робота Enryu. Його висота 3,5 м, він пересувається швидше, ніж Land Walker, завдяки гусеничній платформі, і має дві руки вантажопідйомністю 500 кг. Задуманий як механізм для допомоги рятувальникам, які розбирають завали. Може керуватися як з кабіни, так і дистанційно двома способами: через повторення рухів пілота, чи (з більшою точністю) джойстиками.
Японський інженер Масаакі Нагумо у 2006 році продемонстрував двоногого меха під назвою Land Walker. Заввишки 3,4 м і масою 1 т, механізм має кабіну пілота, дві ноги та дві гармати на руках, які стріляють гумовими кулями. Він рухається зі швидкістю 1,5 км/год і попри назву не ходить: він їздить на колесах, схованих у стопах.
Компанія Suidobashi Heavy Industry представила в 2012 році пілотованого меха Kuratas. Він має чотири ноги з колесами, торс, голову та дві руки, схожі на людські. Керувати роботом можна або зсередини, сидячи у кріслі пілота, або за допомогою смартфона. Працює Kuratas на дизельному паливі. Максимальна швидкість пересування — 10 км/год, важить 4,4 т, заввишки 4 м. Kuratas доступний для покупки всім охочим за ціною $1,35 млн.
Деякі одиничні екземпляри також створюються для шоу та парадів.

## Галерея

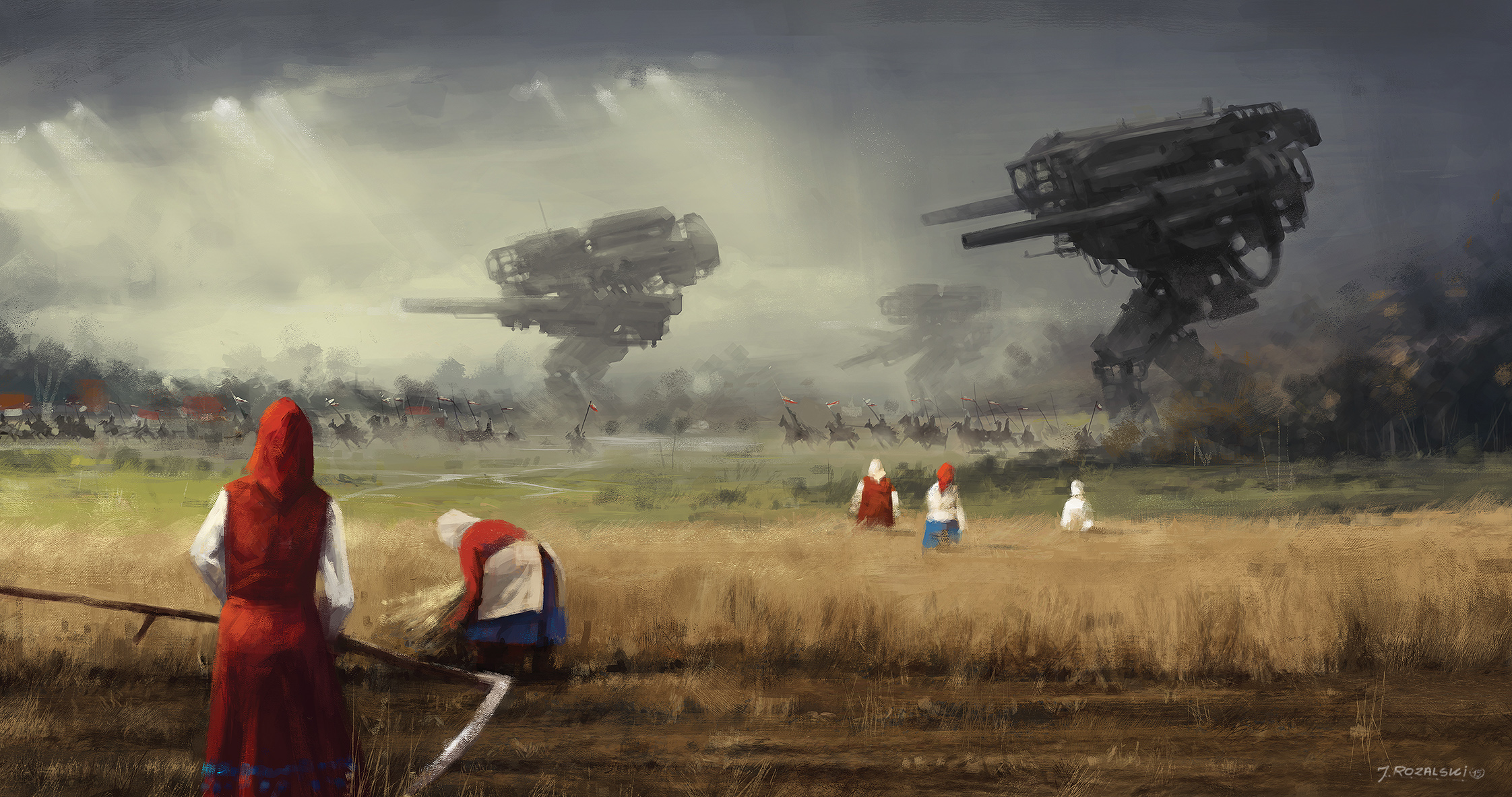
У стилістиці 1920-х. Ілюстрація до настільної гри Scythe (2014)
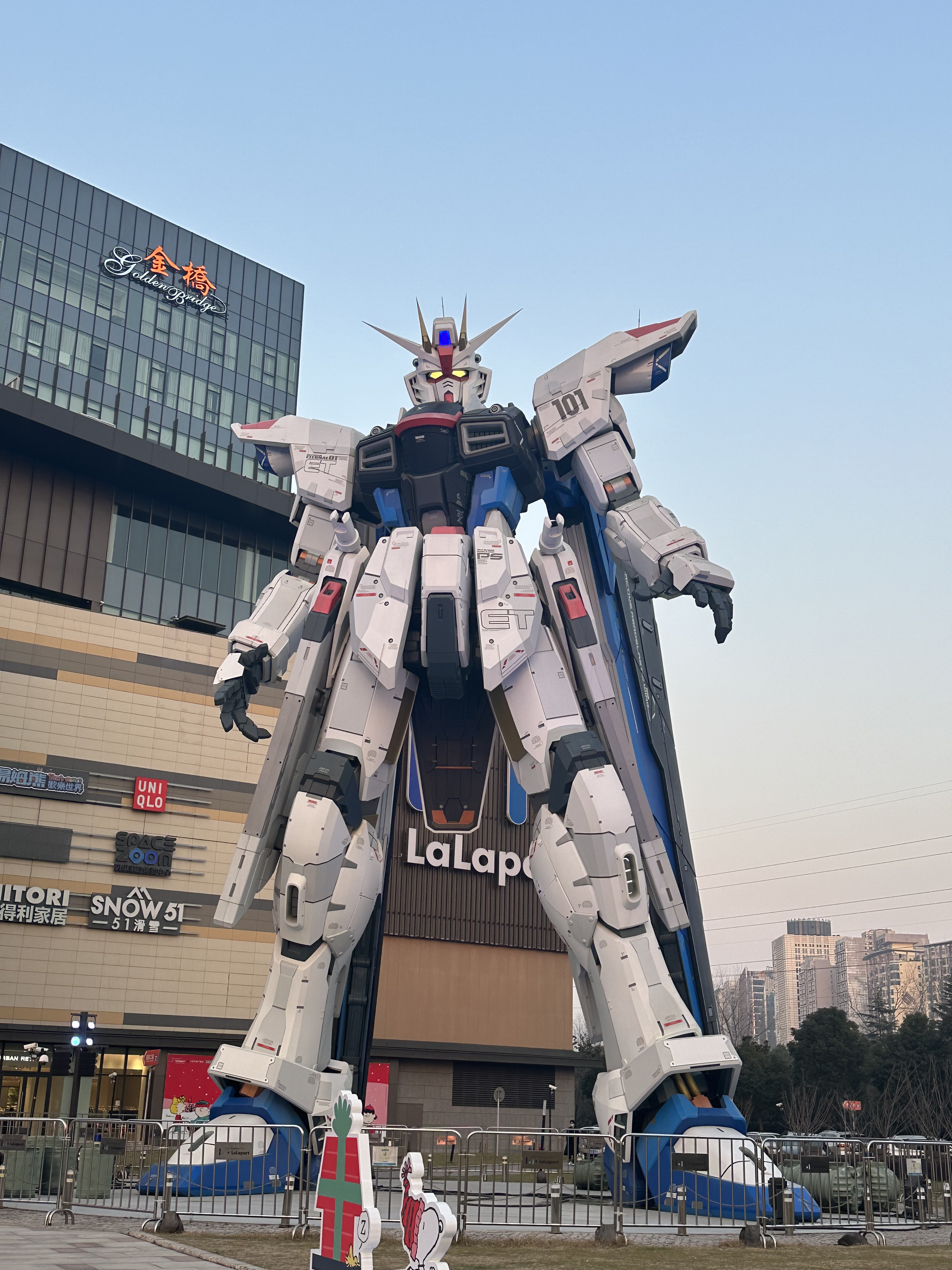
Статуя меха з франшизи Gundam у Шанхаї
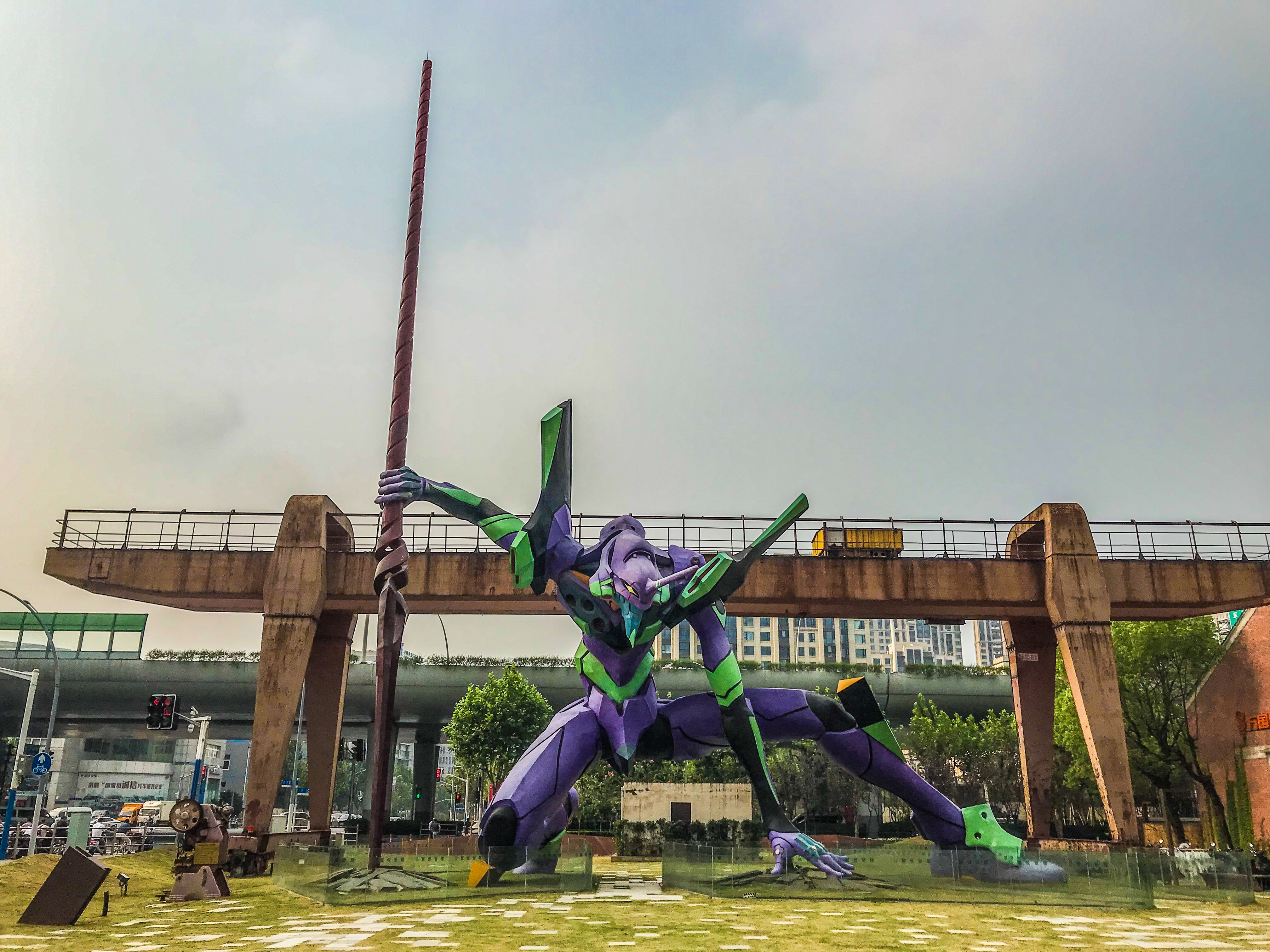
Скульптура Євангеліона в Шанхаї
Статуя меха з франшизи Patlabor у Наґої, Японія
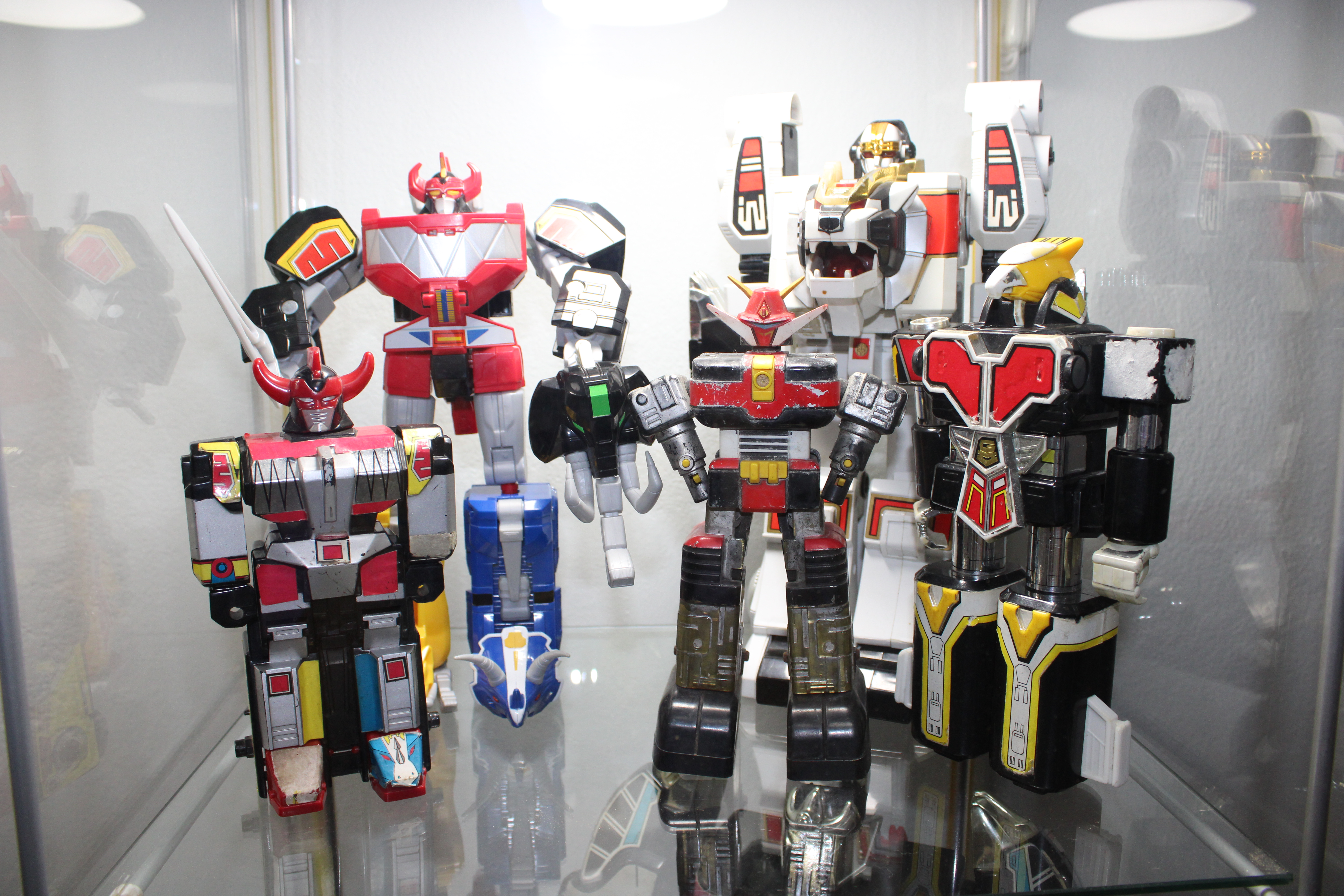
Фігурки мегазордів, мехів із Могутніх рейнджерів
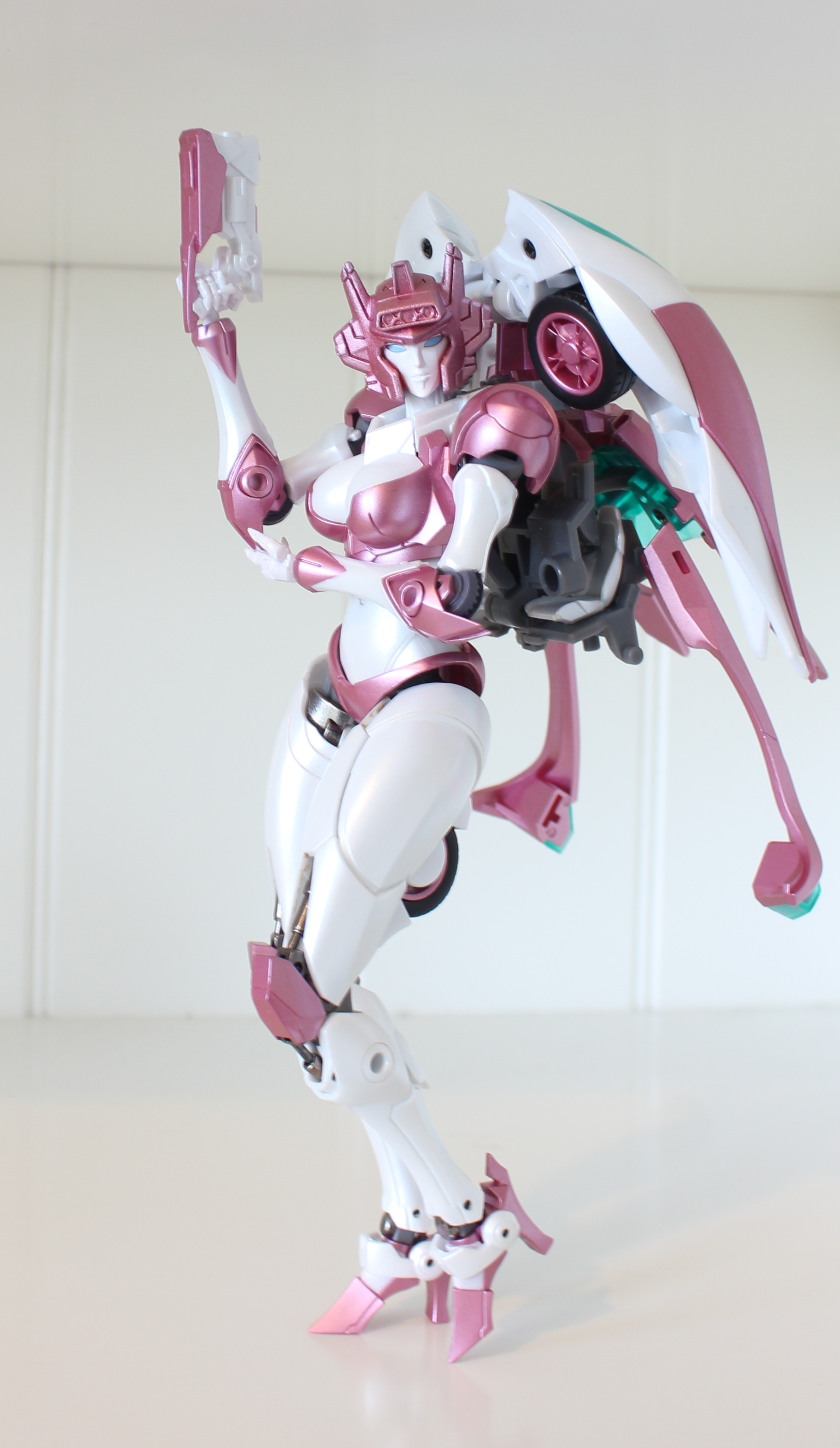
Фігурка Еліти-1, персонажки франшизи Трансформери
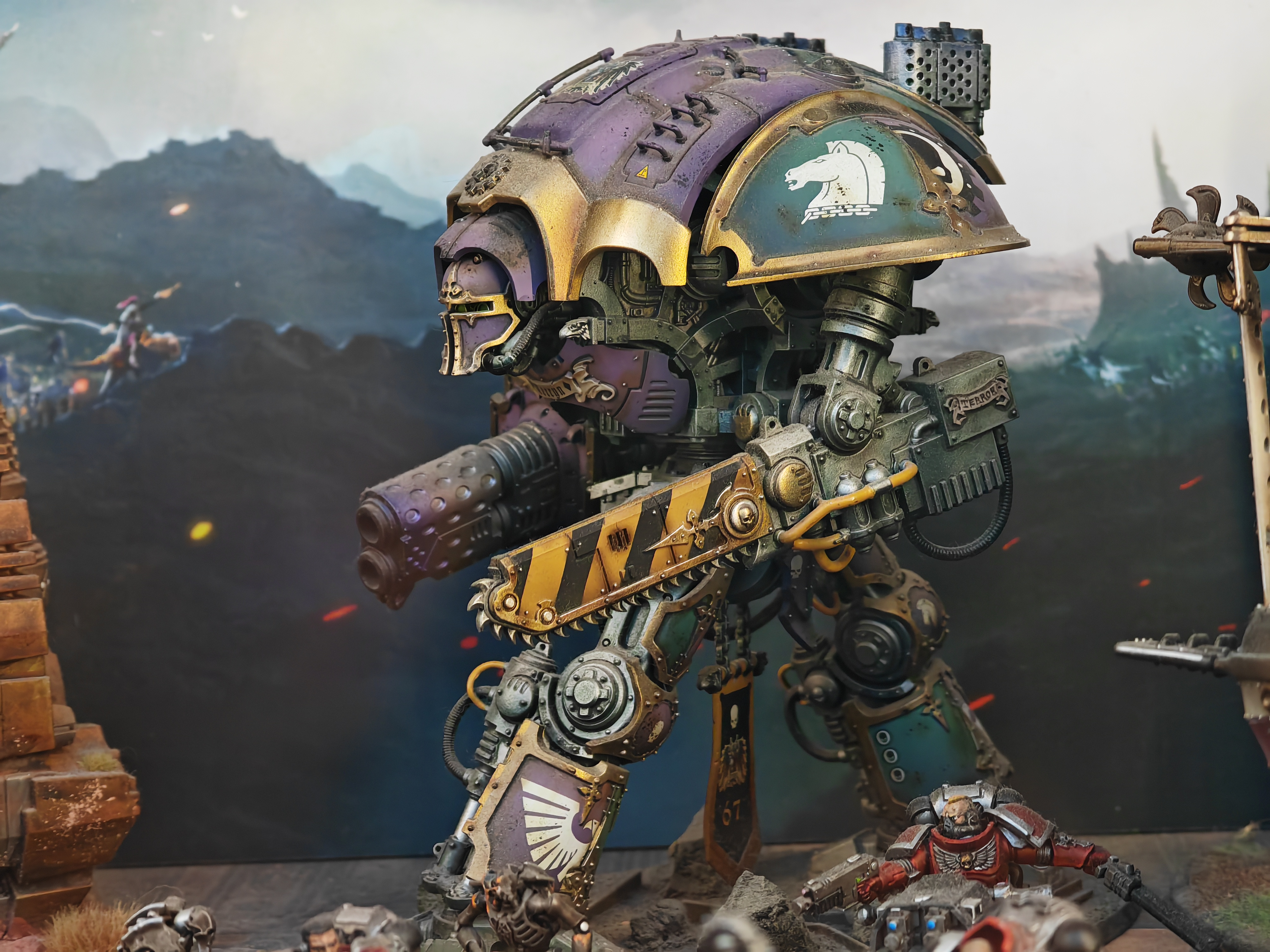
Імперський лицар, фігурка для настільної гри Warhammer 40,000
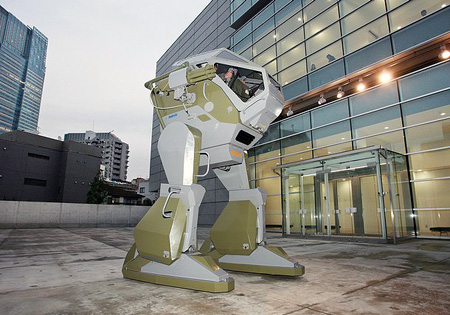
Реальний мех Landwalker